# 安徽审计职业学院
安徽审计职业学院，简称安审，成立于1984年，由安徽省审计厅出资创办，是安徽省唯一一所以“审计”命名的高等职业院校。

## 学院简介
学院位于合肥经济技术开发区方兴大道509号，校园内风景优美，环境宜人。

## 院系专业
学校设有审计系、会计系、工程管理系、和商学系等四个教学系部,17个专科专业,涉及工学、管理学、商学等学科门类。
审计系：会计与审计专业、审计实务（投资审计方向）专业、审计实务（内部审计方向）专业、审计实务（社会审计方向）专业
会计系：财务管理专业、会计（财务会计方向）专业、会计（税务会计方向）专业、资产评估与管理专业
工程管理系：房地产经营与估价专业、物业管理专业、工程造价专业、建筑工程管理专业
商学系：商务管理专业、市场营销专业、物流管理专业、电子商务专业、金融管理与实务专业

## 学院领导
党委书记：徐锋
院长：胡孝东